# Lotononis fastigiata
Lotononis fastigiata là một loài thực vật có hoa trong họ Đậu. Loài này được (E. Mey.) B.-E. van Wyk miêu tả khoa học đầu tiên năm 1991.